# Park „Lasek Brzozowy”
Park „Lasek Brzozowy” – park w Warszawie w dzielnicy Ursynów, w rejonie ul. Belgradzkiej, al. KEN i ul. Lanciego; zajmuje powierzchnie 3,64 ha.
Park ten posiada dwa place zabaw, stojaki rowerowe, boisko sportowe wielofunkcyjne, wieże kwiatowe oraz bulodrom.

## Nazwa
Park Brzozowy zawdzięcza swoją nazwę leśnej części, która jest pozostałością niegdysiejszej Puszczy Mazowieckiej. Choć znajdują się tam brzozy, to nie stanowią one gatunku dominującego. Przymiotnik „brzozowy” może wprowadzać w błąd.

## Historia
Początkowo między leśną a parkową częścią ciągnęła się polna droga, którą rolnicy dojeżdżali na swoje uprawy. Obecnie przez całą długość parku ciągnie się chodnik łączący al. KEN i ul. Lanciego. W przeszłości ówczesne władze przewidywały jednak, że z czasem powstanie tu duża ulica.
W 1977 roku Rada Narodowa m.st. Warszawy nadała chodnikowi między leśną i parkową częścią imię Henryka Świątkowskiego – peerelowskiego ministra sprawiedliwości w latach 1945–1956 i profesora prawa Uniwersytetu Warszawskiego. Ulica nigdy nie powstała, ale nazwa do 2013 roku była widoczna w miejskim katalogu ulic i placów.
W 2008 roku powstał projekt mający na celu odmienienie terenów przylegających do Lasku Brzozowego. Projekt obejmował utworzenie placu zabaw dla dzieci, budowę fontanny, boiska wielofunkcyjnego, pawilonu gastronomiczno-usługowego i ciągu pieszego wraz z oświetleniem.
W ramach tej koncepcji, w 2010 roku wybudowano plac zabaw dla dzieci w wieku 2–7 lat i ciągi piesze, a w 2014 roku powstało boisko wielofunkcyjne. Dostawiono zabawki dla niepełnosprawnych dzieci. Zalesiona część parku, która jest oficjalnie lasem miejskim, nie podlega urzędowi dzielnicy. Teren nadzoruje zarząd Lasów Miejskich.
Na terenie parku planowano budowę świątyni prawosławnej, ale przeciwko skutecznie zaprotestowali dzielnicowi radni. Ostatecznie budynek powstał przy ul. Puławskiej.